# Сечуриле (Горж)
Сечуриле (рум. Seciurile) насеље је у Румунији у округу Горж у општини Рошија Де Амарадија. Oпштина се налази на надморској висини од 379 m.

## Становништво
Према подацима из 2002. године у насељу је живело 845 становника, од којих су сви румунске националности.